# Style Renaissance

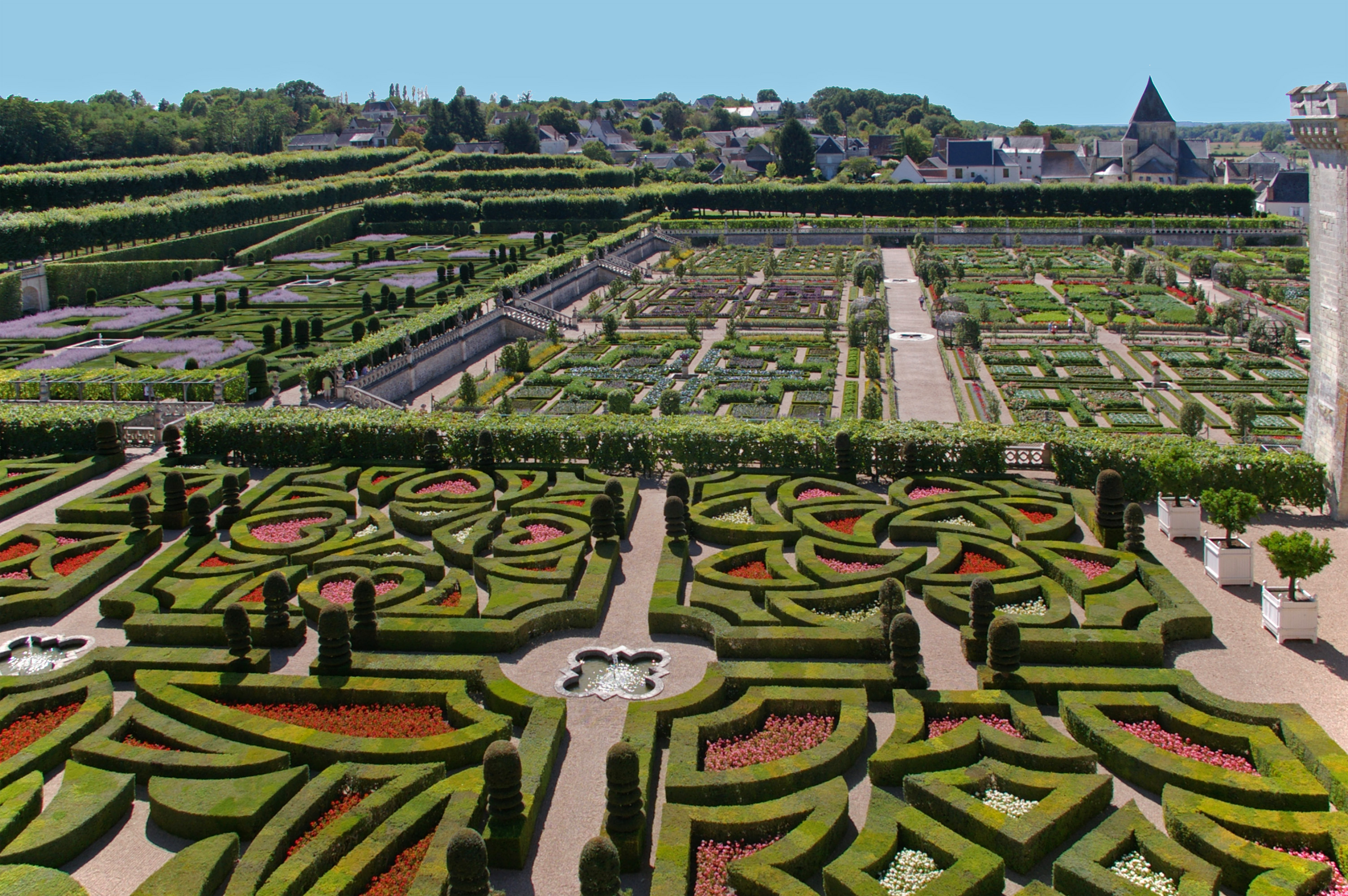
Jardins style Renaissance du château de Villandry.

La Renaissance fut une révolution touchant simultanément les arts, les sciences, la philosophie, l’organisation de la société. Elle débute au début du XVe siècle en Italie.  Les idées de la Renaissance se propageront dans de nombreux pays d’Europe, surtout à partir du XVIe siècle. En France, la Renaissance se développe en quatre phases originales prenant naissance dès la fin du règne de Charles VIII (à partir de 1495) et s'achevant progressivement alors que survient la mort de Henri IV (1610).
Le terme de Renaissance fut utilisé par Giorgio Vasari au XVIe siècle pour désigner la modification de l’art et des modes de pensée au cours des XVe et XVIe siècles en Italie. L’Italie, à cette époque, se détourne du Moyen Âge et prend pour modèle l’Antiquité.

## Segmentations en Histoire des arts

### L'Italie
En Italie, on divise le style Renaissance en siècles :
- Le Trecento et la pré-Renaissance italienne, période de la fin du style byzantin et du pouvoir affirmé de Florence.
- Le Quattrocento ou XVe siècle avec la construction de la cathédrale Santa Maria del Fiore à Florence, commencée par Arnolfo di Cambio au XIIIe siècle. Elle sera finie par Filippo Brunelleschi (1377-1446), et sa chapelle des Pazzi en 1429, mais aussi le palais Médicis (1444-1464) de Bartolomeo di Michelozzo.
- Avec le Cinquecento commence une tendance classique dès le début du XVIe siècle avec Bramante en architecture et Léonard de Vinci et Raphaël en peinture. Ces artistes font montre de rigueur mathématique avec de grands progrès dans les domaines de la perspective, de la composition rigoriste et de la recherche de la perfection. L'homme devient le mètre-étalon et tout est créé pour lui et sa vision du monde.

Estimant que la perfection est atteinte, les artistes qui leur succèdent changent de voie et c'est l'apparition de la tendance maniériste beaucoup plus théâtrale : les formes sont exagérées et les décors surchargés; on parle même de peur du vide.
Segmentations équivalentes aux suivantes en Histoire de l'art italien :
1. Première Renaissance (Quattrocento) ;
2. Haute Renaissance (1500-1530).

### La France: les quatre phases de la Renaissance (1495- début du XVIIe siècle)
La Renaissance en France se décompose en quatre parties. Le premier acte est le Style Louis XII (1495-1530 environ) formant la transition entre le style gothique et la Renaissance. Ce premier style fléchit pourtant dès 1515, surtout dans le Val de Loire, où la pleine acceptation de la Renaissance italienne se fait sentir plus rapidement. Comme en Italie, trois phases se démarquent alors jusqu'au début du XVIIe siècle, une Première puis une Seconde Renaissance française s'achevant avec le Maniérisme.
À chaque étape de son développement, l'art de la Renaissance française est resté un art original, né d'une rencontre entre les modèles italiens, des artistes flamands et les particularités françaises. Les modèles ont pourtant beaucoup changé entre 1495 et 1610 puisque les Français ont admiré successivement l'art de la fin du Quattrocento, celui de la Haute Renaissance puis du Maniérisme. De ces rencontres successives est issue une production artistique foisonnante, désordonnée, parfois difficile à saisir. Lorsqu'on en fait le bilan, deux faits essentiels apparaissent : L'art français « moderne » a pris forme à travers les grandes œuvres du milieu du XVIe siècle tandis qu'autour du château royal de Fontainebleau, « véritable nouvelle Rome », est née sous la volonté du roi François Ier un centre artistique majeur, qui fut le seul en Europe à pouvoir rivaliser avec les grands centres italiens et que l'on appellera l'École de Fontainebleau.
La situation nouvelle ainsi créée commande l'avenir : Elle annonce l'affirmation d'un style « national » au milieu du XVIIe siècle et le futur rôle joué par Versailles.

## Styles précédents ou préexistants
Le style Renaissance tourne résolument le dos au style médiéval. Même si l'on conserve certains meubles gothiques, pour leur utilité, les ornements classiques issus de la Renaissance italienne viennent s'y greffer.

## Esthétique

### Principales caractéristiques
- le style Renaissance reprend les cinq ordres classiques d'architecture gréco-romaine (dorique, toscan, ionique, corinthien et composite)
- aux colonnes dégagées ou engagées, on ajoute les pilastres qui n'ont qu'une fonction décorative.
- décoration foisonnante : les motifs rappellent des scènes d'époque ou bien s'inspirent de la mythologie.

### Ornementation
- Le balustre

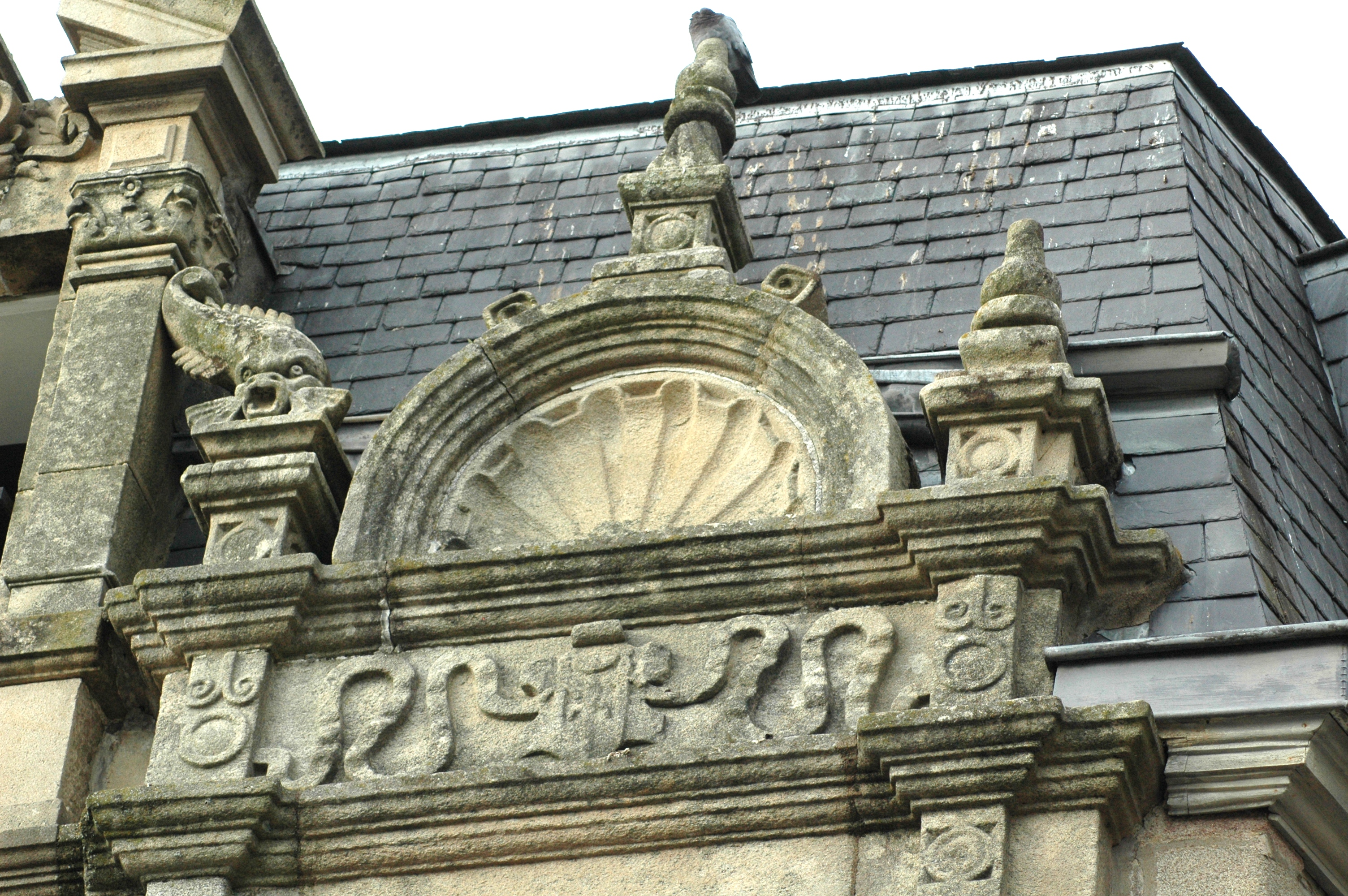
Coquille Renaissance au-dessus d'une fenêtre.

- Les rinceaux : enroulements d'acanthes contrariés et alternés, plus légers que ceux de l'Antiquité
- Les Putti : angelots ou figures dérivés de Cupidon
- Encadrements architecturaux
- Le tondo : tableau de forme ronde ou médaillon
- L’arabesque : composition florale symétrique de feuillages légers autour d'un motif central, souvent une tige très fine, un ruban noué, une vasque ou un candélabre
- Les grotesques : sans symétrie, contrairement aux arabesques, elles peuvent comporter des motifs animaliers ou mythiques, elles sont aussi souvent plus légères. En France on parlera plus souvent de grotesques plutôt que d'arabesques.
- Le mascaron
- La coquille, motif de décoration en demi-coupole sans rapport avec la coquille Saint-Jacques.

## Mobilier

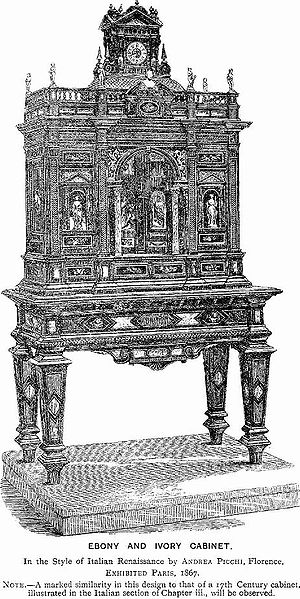
Meuble Renaissance d'Andrea Picchi (Florence).

Le mobilier italien emprunte ses formes à l’architecture antique : fronton, entablement, colonne, pilastre, arcade, … 
Les motifs ornementaux sont variés : putti, mascarons, cartouches, cuirs découpés, médaillons, miroirs, guirlandes, rubans noués, entrelacs, corbeilles de fleurs et de fruits, chutes de piastres, …

### Meubles courants
- Le coffre : il est souvent offert à l’occasion des mariages et reste l’essentiel du mobilier. Il porte le nom de cassone en Italie. Le bâti du coffre reste le même qu’au Moyen Âge assemblé par queue d'aronde, mais la façade évolue. Les pinacles sont remplacés par des balustres avec insertion de médaillons, de grotesques et d’arabesques, de rinceaux et de coquilles.
- Le cabinet est le meuble de rangement pour objets précieux. Il est composé de deux corps.
- Le dressoir : il sert à exposer la vaisselle chez les riches propriétaires.
- La table est la copie de la table romaine. Elle est formée d’un plateau rectangulaire supporté par deux pieds extrêmes, reliés par une entretoise. Le plateau est souvent orné de marbres et de pierres de couleur. Vers la fin du XVIe siècle, on exécute des tables à 6, 8 ou 9 pieds. Le dessus dissimule deux volets coulissants permettant d’en augmenter la surface (tirettes).
- Les pendules

#### Les sièges
- La chaise à haut dossier : cette chaise monumentale possède souvent un fronton. Elle contient un coffre dans son assise mais perd son dais. Le dossier est formé par des planches jointes sur lesquelles se développe une ornementation.

Applications collées : corniches, plinthes, chapiteaux.
Le fenestrage est remplacé par des rinceaux et le couronnement fait référence aux arts gréco-romains, par un entablement se terminant par une corniche et une architrave. On retrouve souvent, sur la partie haute du dossier, un motif en forme d'écusson ou un miroir (sorte de cercle bombé en bois poli).
- La sedia dantesca : fauteuil en X fait de quatre montants qui se croisent deux par deux en formant l'arc brisé du gothique; cet arc supporte le siège constitué d'une large sangle de cuir. Un dossier droit, deux accotoirs et deux patins lui donnent l'aspect d'un faudesteuil.

- La sedia savonarola (ou fauteuil en tenailles) : fauteuil en X issu du faudesteuil médiéval. Il est constitué de huit montants parallèles affectant un mouvement de contre-courbe formant un arc en accolade. Le dossier caractérisé par une découpe très sinueuse est souvent orné, en son centre par un écusson.

### Nouveaux meubles
- Le sgabello : siège mobile tout à fait caractéristique de la Renaissance italienne. Il apparaît dès le XVe siècle. Le sgabello se caractérise par le curieux assemblage de deux planches, légèrement inclinées vers le siège muni d’un dossier trapézoïdal. La décoration de ce siège est faite de mascarons, de volutes et de découpures.

- La chaise à bras : le dossier ne dépasse plus la tête, souvent garnie de coussins mobiles; à la fin du XVIe siècle, elle sera recouverte de cuir, de tapisserie à gros points ou de damas de Naples et même de satin. Au XVIIe siècle, elle prendra le nom de fauteuil, sauf à la cour où elle prendra le nom de chaise. Elle est souvent associée au Style Henri II.

- La caquetoire : réservée aux femmes, elle a une assise trapézoïdale fixe ou à pivot. Du point de vue du confort, elle marque un progrès dans la mesure où elle permet aux femmes de s'installer de façon confortable malgré leurs amples jupons, et de s'adosser sur son dossier incliné en arrière.  Elle est aussi plus légère car les pieds ne sont reliés que par des traverses ou par une entretoise en H, elle est donc facile à déplacer pour les besoins de la conversation, d'où son nom.

- Le fauteuil à haut dossier : il apparaît en Italie durant la première moitié du XVIe siècle puis se développe très rapidement dans toute l’Europe. Le siège, tout comme le dossier, est fait de cuir gaufré, piqué de gros clous dorés. Sous le siège, deux bandeaux sculptés forment la décoration.

## Matériaux
Les matériaux utilisés dans cette période sont la pierre pour les châteaux et les habitations des classes moyennes.

## Techniques et outillage
- Le garnissage

Pour les sièges, les surfaces dures en bois naturel seront progressivement remplacées par une garniture de cuir, de tapisserie ou de tissu fin. Tendu sur des sangles et rembourré de feutre.
- La marqueterie

La tarsia geometrica :
La tarsia geometrica est une technique de frisage datant du XVIIe siècle. À cette époque, les petits coffrets en bois étaient recouverts de formes géométriques et rectilignes sur toute sa surface. Cette technique était utilisée pendant le règne de Louis XIV et de Louis XV.
La tarsia a toppo :
La tarsia a toppo ou marqueterie à bloc permet de créer des filets mesurant entre 1 mm et 3 mm de large. 
Pour la création du bloc, les feuilles de plaquages sont collées entre elles, celles-ci sont mises sous presse.
Le bloc est tranché jusqu'à épuisement. Les filets simples ou composés permettent d'encadrer et de ramener les yeux de l'observateur au centre de la marqueterie.
- Technique « mauresque »

Cette technique consiste à faire des incisions profondes que l'on remplit de filets de pâte blanc ivoire dits à « la mauresque » ou « mauresque blanche » ; les motifs préférés sont les enroulements de rinceaux très fins.

## Ébénistes représentatifs du style
Hugues Sambin (Bourgogne)

### Génériques
L'Italie :
- Histoire
- Histoire de l'Italie
- XVIe siècle

La France :
- Style Louis XII
- Renaissance française

### Spécifiques
L'architecture :
- Architecture de la Renaissance
- Histoire de l'architecture

Le mobilier :
- Liste des styles de mobilier
- Système technique ;
- Renaissance ;

Le théâtre :
- Théâtre à la Renaissance

La musique:
- Musique de la Renaissance ;
- Danse de la Renaissance ;

La Religion :
- Réforme.